# Mimoclystia quaggaria
Mimoclystia quaggaria là một loài bướm đêm trong họ Geometridae.